# Eetkamerstoel

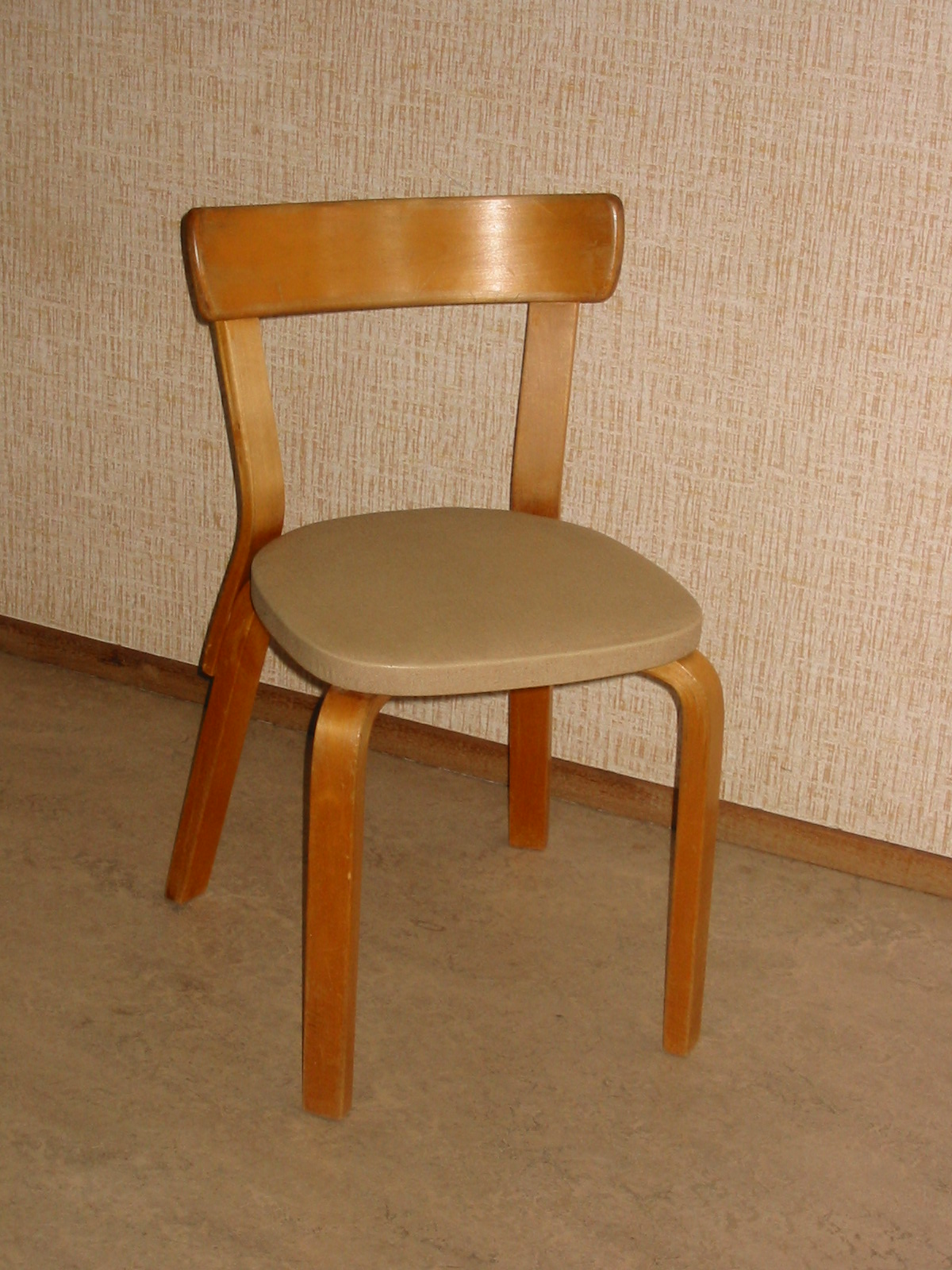
Eenvoudige eetkamerstoel

De eetkamerstoel is meestal een eenvoudige stoel die dienstdoet om te zitten tijdens een maaltijd. Soms vormt een set eetkamerstoelen een combinatie met een bijpassende eettafel. Eettafelstoelen zijn er in alle denkbare materialen: hout, metaal, kunststof, riet enz. Indien de zitting van de stoel nogal hard is, wordt deze soms voorzien van een kussentje, ook ziet men soms een kussentje vastgeknoopt of op andere wijze bevestigd aan de rugleuning.